# 奈良県立高田高等学校の人物一覧
奈良県立高田高等学校の人物一覧（ならけんりつたかだこうとうがっこうのじんぶついちらん）は、奈良県立高田高等学校に関係する主な人物の一覧記事。

## 著名な出身者

### 政治（立法・行政）
- 森本晃司 -元建設大臣。元衆議院議員（奈良県全県区選出；公明党）
- 柿本善也 - 元奈良県知事
- 吉川義彦 - 元奈良県葛城市長

### 学術
- 東正剛 - 生物学者、北海道大学名誉教授

### マスメディア
- 杉本清 - 競馬ジャーナリスト。元関西テレビアナウンサー
- 佐々木美絵 - 元毎日放送アナウンサー
- 西本亜裕子 - 元三重エフエム放送アナウンサー
- 石田紗英子 - フリーアナウンサー・マナー講師
- 山北愛琳 - NHK奈良放送局アナウンサー・キャスター

### 文芸
- 内藤善弘 - 作家

### 音楽
- 中村泰士 - 作曲家・作詞家
- 梨谷桃子 - オペラ歌手（ソプラノ）
- かわにしなつき - シンガーソングライター・ラジオパーソナリティ

### 芸能
- 中田治雄 - 元漫才師
- ゆりやんレトリィバァ - お笑いタレント・女優・声優・ラッパー
- 福本愛菜 - タレント、元元吉本新喜劇研究生・元NMB48

### スポーツ
- 中島節男 - 元プロ野球選手
- 西川翔大 - プロサッカー選手

## 著名な教職員
- 戸田繁子 - 元音楽科教諭
- 戸田与三郎 - 元硬式野球部監督。プロ野球選手